# 薩格拉達法米利亞 (智利)

35°0′S 71°23′W / 35.000°S 71.383°W
薩格拉達法米利亞（西班牙語：Sagrada Familia），是智利的城鎮，位於該國中部馬烏萊大區的庫里科省，始建於1904年，面積548.8平方公里，海拔高度143米，2012年人口17,569人，人口密度每平方公里32人。